# Kim Jun-beom
Kim Jun-beom (kor. 김준범; * 14. Januar 1998) ist ein südkoreanischer Fußballspieler.

## Karriere

### Verein
Kim Jun-beom erlernte das Fußballspielen in den Schulmannschaften der Mokpo Yeondong Elementary School, der Yesan Middle School und der Bupyeong High School, in der Jugendmannschaft vom Gyeongnam FC sowie in der Universitätsmannschaft der Yonsei University. Seinen ersten Vertrag unterschrieb er bei seinem Jugendverein Gyeongnam FC. Das Fußballfranchise aus Changwon spielte in der ersten Liga des Landes, der K League 1. Ende 2019 musste er mit dem Verein in die zweite Liga absteigen. Nach dem Abstieg verließ er den Klub und schloss sich dem Erstligisten Incheon United aus Incheon an.

### Nationalmannschaft
Kim Jun-beom spielte 2019 zweimal in der südkoreanischen U22-Nationalmannschaft.